# Grasbos
Het Grasbos is een getuigenheuvel in Molenstede en ligt iets ten noorden van de Demer. Op de heuvel bevindt zich een site van een oude zandsteengroeve, die reeds in 1398 vermeld werd en die de stenen geleverd heeft voor de bouw van de Sint-Sulpitiuskerk in Diest. De hoogte van de heuvel is 110 m.
Het Grasbos, ook bekend als de "Poggio van Diest" of "Duvelskot" is een korte steile helling, vooral bekend bij wielrenners en wielertoeristen. Voor aan de echte helling wordt begonnen, dient men eerst nog het brugje over de spoorweg te nemen. De helling is vooral bekend geworden door Sergej Ivanov, winnaar van de Amstel Gold Race 2009, die er elke dag kwam trainen en die er ook een huis kocht.
Mountainbikers kunnen net voor de top ook rechts inslaan waar de helling net iets langer en net iets steiler is.
De helling werd in 2016 en 2017 opgenomen in de wielerwedstrijd Dwars door het Hageland alsook in het provinciaal kampioenschap wielrennen voor Beloften en elite z/c van 2013 in Molenstede. Ook wordt de helling sinds 2015 opgenomen in de jaarlijkse sinksenkoers te Averbode